# Semiothisa liturataria
Semiothisa liturataria là một loài bướm đêm trong họ Geometridae.